# Чольский язык
Чольский (чоль) — язык народа чоли, один из майяских языков. Распространён в мексиканском штате Чьяпас.
Выделяют 2 основных диалекта:
- чольский Тила — 43 870 носителей, из которых около 10 000 — монолингвы (в деревнях Тила, Висенте-Герреро, Чивалито и Лимар).
- чольский Тумбала — около 90 000 носителей, из которых 30 000 монолингвы (в деревнях Тумбала, Сабанилья, Мисиха, Лимар, Чивалита и Висенте-Герреро).

Вместе с близкородственными языками: чорти и чонтальским, чольский является наиболее консервативным примером майяских языков и наилучшим образом прослеживает родство от классического языка майя.

## Счёт от 1 до 10
- 1 jump’ej
- 2 cha’p’ej
- 3 uxp’ej
- 4 chänp’ej
- 5 jo’p’ej
- 6 wäkp’ej
- 7 wukp’ej
- 8 waxäkp’ej
- 9 bolomp’ej
- 10 lujump’ej